# 野球どアホウ未亡人
『野球どアホウ未亡人』（やきゅうどアホウみぼうじん）は、小野峻志監督の日本映画。2023年8月19日公開。オール・カラー。

## 概要
昭和のスポ根・野球漫画とポルノ映画のエッセンスをかけあわせて描いた野球映画。借金返済のため草野球の投手を務めることになった未亡人が、快感を覚えていく姿を描き、「バカとエロの場外ホームラン映画」を謳う。なお、監督・小野峻志を筆頭に、製作メンバーのほとんどが野球未経験者。監督の小野は「佐々木守が甲子園球場がどこにあるのかも知らないまま『巨人の星』の脚本を書いたり『男どアホウ甲子園』の原作を担当したりしていたから」野球ルールを調べずに本作に取り掛ったとしており、野球というモチーフよりも1980年代のスポ根作品文化などにリスペクトが込められている。
『REVOLUTION+1』に出演し話題となった森山みつきにとって、長編映画映画初主演作。
映画家の菱沼康介は「とにかくはやく、水島新司に謝りにおいきなさい」とコメントを寄せたほか、俳優・曽我真臣は野球に例え「（観客が打者だとして）3連続大暴投を投げられ、3連続三振したような作品」と本作を表現している。

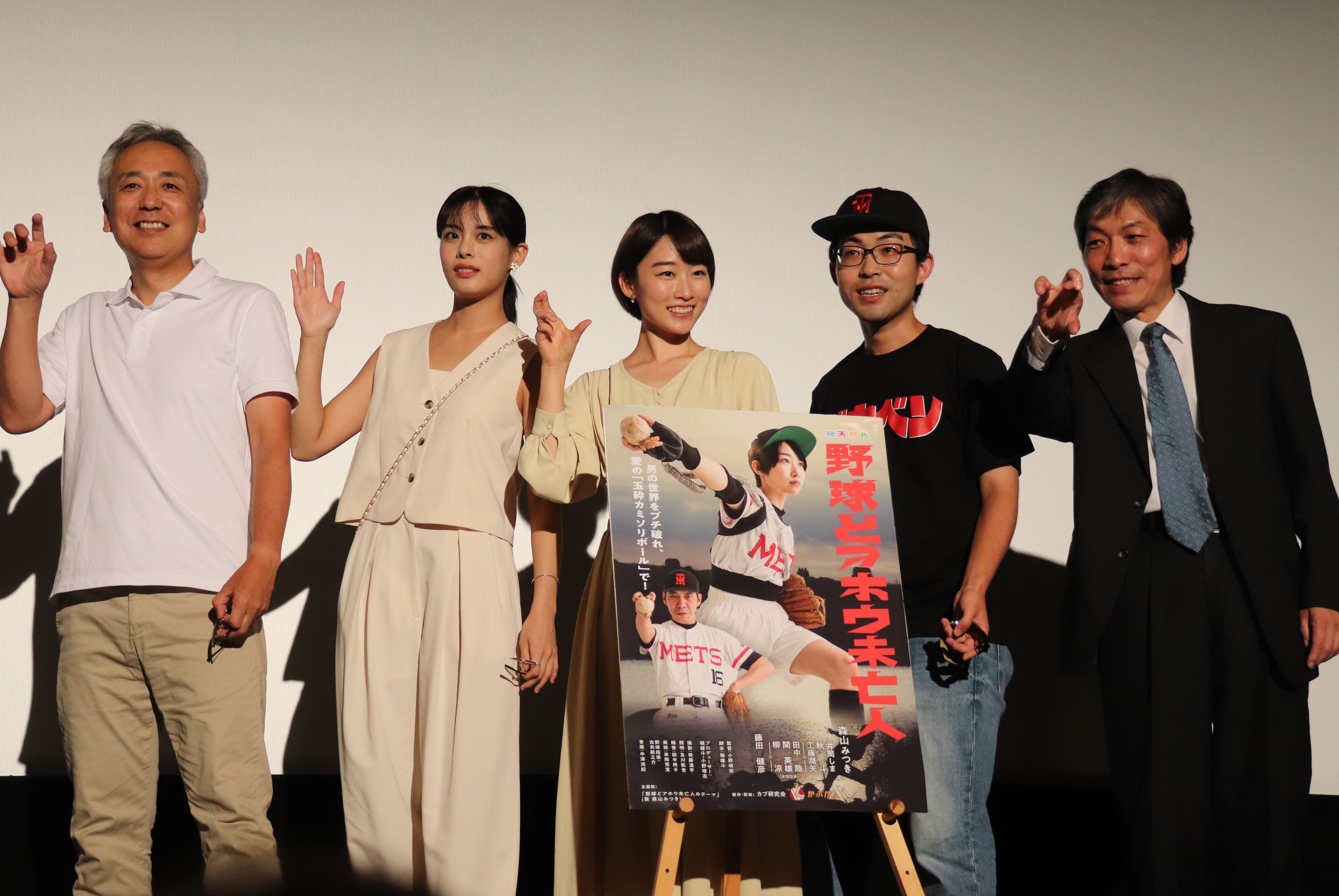
舞台挨拶（2023年8月、池袋シネマ・ロサ）

## あらすじ
草野球好きの夫に先立たれた水原夏子は、残った借金返済のため、夫の所属した草野球チーム「多摩川メッツ」の監督である重野に見いだされ、草野球の投手となることとなった。野球が好きではなく、むしろ恨んでいた夏子だったが、重野とともに激しい特訓を重ねるうちに、野球の快楽性に憑りつかれていく。

## 登場人物
水原夏子
演 - 森山みつき
野球に興味がない貞淑な妻。未亡人となり、玉砕カミソリボール操るサイドスロー投手となる。
重野進
演 - 藤田健彦
草野球チームの監督。夏子を野球の道へと引きずり込む。吉田とは旧友。魔球パイリーグボール１号を操る。アンダースロー。
演ずる藤田は監督からイメージを、『エースをねらえ!』の宗方仁だと伝えられたという。
水原賢一
演 - 秋斗
夏子の夫。野球プレイ中に死去。
水原春代
演 - 井筒しま
賢一の妹。
吉田
演 - 工藤潤矢
夏子に注目するプロ野球スカウトマン。フルネームはグリフィス吉田。
多摩川メッツの選手
演 - 田中陸、関英雄、 柳涼
本の表紙モデル
演 - 伊藤匡
審判
声 - 岸部林

## スタッフ
- 監督：小野峻志
- 脚本：堀雄斗
- プロデューサー：堀雄斗
- 撮影：齊藤凌平
- 照明：及川凱世
- 録音：田中柊子
- 音響効果：田中柊子
- 美術：米岡秀宣
- イラスト：木村・F・株雄
- 編集：小野峻志
- カラリスト：田中諭
- VFX：鈴木絃太
- 音楽：中澤洸紀
- 野球指導：古矢航之介
- 関西弁指導：反甫晴弥、松田義顕、田中香織[8]
- スチール：ojo
- 宣伝美術：渡邉誠嗣
- 監督助手：堀雄斗、八木涼花[8]
- 主題歌：「野球どアホウ未亡人のテーマ」作詞：沢登ろこ　作曲：一本杉洸紀　歌：森山みつき[8]
- 挿入歌：「Home Run!」作曲：Downy=right　編曲：中澤洸紀[8]
- 製作・配給：カブ研究会